# 燕岐郡
燕岐郡（ヨンギぐん、えんきぐん、朝鮮語: 연기군）は、大韓民国忠清南道にかつて存在した郡である。
かつての百済の都だった熊津（現：公州市）に隣接し、百済から高麗、李氏朝鮮時代に至るまでの古跡が多い。山頂にある城の遺跡や郷教（朝鮮時代の教育機関）、仏教寺院などの史跡も多い。郡庁所在地は鳥致院邑。

## 地理
忠清南道の東北部に位置する。北は忠清南道天安市、西は公州市、東は忠清北道清原郡、南は大田広域市と接する。
北部は雲住山、五峰山など低い山が多い。南部を錦江が流れ、肥沃な田園になっている。行政区域は郡庁のある鳥致院邑と、東面、西面、南面、錦南面、全義面、全東面、小井面に分かれる。

## 歴史
百済の時代、全義周辺は仇知県と呼ばれ、燕岐周辺は豆仍只県と呼ばれた。統一新羅には金池県と燕岐県となり、高麗時代には金池県は全義県となった。
李氏朝鮮時代には燕岐県と全義県は統合・改名・分離を何度か行った。1895年に県は郡に変更し燕岐郡と全義郡が置かれ、1909年に2郡と周辺の郡の里（集落）の多くが新しい燕岐郡に統合された。1911年に南面の燕岐里に代わり当時の北面の鳥致院里に郡庁が置かれ、1920年には北面が分割され大部分は西面へ統合され残りが鳥致院面として独立した。鳥致院は京釜線の駅もあり発展し、1931年には邑に昇格した。1995年には新たに小井面が新設されている。
- 1914年4月1日 - 郡面併合により、燕岐郡・全義郡および公州郡の一部（陽也里面・鳴灘面）を燕岐郡として編成。燕岐郡に以下の面が成立[1]（7面）。
  - 北面・東面・西面・南面・錦南面・全東面・全義面
- 1917年10月1日 [2]（7面）
  - 北面が廃止され鳥致院里と竹内里の区域を持って鳥致院面が発足し、残部を西面に編入。
  - 南面郷村里が燕岐里に改称。
- 1931年4月1日 - 鳥致院面が鳥致院邑に昇格[3]（1邑6面）。
- 1940年11月1日
  - 西面の薪洞里・内倉里・磻岩里・東里が鳥致院邑に編入[4]（1邑6面）。
  - 鳥致院邑の在来地名を日本式に置き換え。
- 1987年1月1日 - 全東面の莘芳里・霊堂里・陽谷里・達田里・金沙里・多方里が全義面に編入（1邑6面）。
- 1995年1月1日（1邑7面）
  - 全義面小井出張所を小井面に昇格。
  - 忠清北道清原郡江外面深中里が全東面に編入。
  - 東面葛山里が忠清北道清原郡芙蓉面に編入。
- 2012年7月1日 - 世宗特別自治市の設置に伴い廃止。
  - 鳥致院邑・東面・西面・南面・錦南面・全東面・全義面・小井面を世宗特別自治市に編入。

## 行政

### 警察
- 燕岐警察署

### 消防
- 燕岐消防署

## 交通
京釜線と忠北線が交差する鳥致院駅がある。ほかには全義駅、小井里駅。